# Pétrel noir de Bourbon
Pseudobulweria aterrima
Espèce
Statut de conservation UICN

 CR C2a(ii) : 
En danger critique
Synonymes
- Pterodroma aterrima

Le Pétrel de Bourbon (Pseudobulweria aterrima), aussi appelé Pétrel noir de Bourbon, Pétrel de La Réunion ou Fouquet noir, est une espèce d'oiseaux marins de la famille des Procellariidae, dont les populations actuelles sont endémiques de l'île de La Réunion, dans le sud-ouest de l'océan Indien. Autrefois classé dans le genre Pterodroma, il est maintenant intégré au genre Pseudobulweria.
Le Pétrel de Bourbon, parfois appelé "timize" (ou "timise") en créole réunionnais, pousse dans le noir des cris effrayants pour les populations locales. Il est associé aux légendes de la Timise, créature fantastique de la région de Grand Bassin.
C'est l'une des quatre espèces de Procellariidae nicheuses de l'île de La Réunion et la plus rare.

## Description
Le Pétrel de Bourbon est, parmi les Procellariidae, une espèce de taille assez modeste. Le corps atteint une longueur de 33 cm pour une envergure de 88 cm. Comparé aux trois autres espèces de pétrels et puffins nicheurs de La Réunion, il est plus petit que le Pétrel de Barau (Pterodroma baraui) et que le Puffin du Pacifique (Puffinus pacificus) mais plus grand que le Puffin de Baillon (Puffinus bailloni). D'une manière générale sa silhouette est plutôt trapue.
Le plumage est entièrement noir, avec le dessous des ailes légèrement argenté. Le bec, au bout crochu, est également noir. La seule partie claire du corps se situe au niveau des tarses et du tiers arrière des doigts et de la palmure. Dans le nom scientifique de l'espèce, Pseudobulweria aterrima, l'épithète "aterrima" signifie justement en latin « très noir ».
La queue est courte et arrondie.
Le poids moyen varie de 175 à 200 g.
Les mâles et les femelles sont semblables.

## Comportement
En raison de la rareté et de la discrétion du Pétrel de Bourbon, ses habitudes de vie demeurent en grande partie mystérieuses. Il est d'abord connu par son cri très particulier dont trois formes différentes sont connues et décrites :
- la première ressemblant à des hennissements de cheval qui durent de 4 à 5 secondes, espacés de 13 à 15 secondes,
- la seconde constituée d'une série de sifflements qui durent également de 4 à 5 secondes, espacés de 13 à 15 secondes,
- enfin celle évoquant des pleurs d’enfant.

Ces cris, qui sont poussés dans la nuit noire, peuvent surprendre et effrayer. Ils ont entretenu, au village de Grand-Bassin, la légende de la Timise qui frôle les passants en ricanant dans l'obscurité, éteint leurs lumières et emporte les enfants qu'on entend ensuite gémir que l'émission « Faut pas réver » diffusée sur France3 le 20 mai 2019 a permis de présenter. 
Comme la plupart des pétrels et puffins, le Pétrel de Bourbon est un oiseau qui, sur les sites de nidification et pour aller et venir jusqu'à la mer, est effectivement actif uniquement la nuit. Il fait ainsi partie des espèces qui peuvent être leurrées par les éclairages artificiels nocturnes, prenant ceux-ci, selon les hypothèses, pour des proies (des bancs de calmars bioluminescents) ou simplement pour les reflets du ciel à la surface de l'océan. Il s'échoue alors à terre et est ensuite incapable de reprendre son envol.
Le Pétrel de Bourbon, à l'instar de son proche parent, le Pétrel de Tahiti, niche dans des terriers ou dans des cavités naturelles, dans des zones forestières escarpées. Les indices recueillis par écoute des cris et par collecte de récits anciens orientaient les recherches dans ce sens et ont permis de repérer une colonie de reproduction pour la première fois en novembre 2016. L'espèce niche sensiblement plus bas que le Pétrel de Barau, entre 1200 et 1800 m d'altitude.
En mer, son vol est assez particulier. Par vent léger, c'est un vol zigzaguant régulier sur une trajectoire grossièrement rectiligne qui se maintient près du niveau de la mer, avec de brusques variations d’altitude. Par vent soutenu, c'est un vol rapide et plus direct, avec des variations d’altitude plus progressives et n’excédant pas 5 m au-dessus des flots.
Les Pétrels de Bourbon sont présents à La Réunion ainsi qu'en mer, au sud de l'île, d'octobre à fin mars. En dehors de cette période, on ignore totalement les lieux qu'ils fréquentent.

## Répartition géographique
Le Pétrel de Bourbon n'est connu comme résident qu'à La Réunion : c'est aujourd'hui une espèce endémique stricte de l'île. Cependant un ossement a été identifié à l'île Rodrigues et un individu a été trouvé en 2003 à l'île Maurice, ce qui permet de supposer que l'oiseau a niché par le passé hors de La Réunion ou qu'il lui arrive de prospecter de nouveaux territoires de nidification. En anglais, il est appelé « Mascarene Petrel » (le Pétrel des Mascareignes).
Les localisations précises des sites de reproduction sont encore à ce jour largement inconnues. Des campagnes d'écoute nocturne du chant des pétrels ont permis d'attester de la présence de Pétrels de Bourbon dans les escarpements rocheux boisés autour du village de Grand Bassin. Cette découverte a ainsi amené le préfet de La Réunion à prendre en 2006 un arrêté de protection de biotope couvrant ce secteur situé en partie hors du périmètre du Parc national de La Réunion,. Le 15 novembre 2016, un premier site de reproduction est découvert dans une autre vallée, à Saint-Joseph, grâce à une surveillance aux jumelles thermiques. À la suite de cela, l'agent du Parc national Christophe Caumes, est parvenu jusqu'à un terrier de pétrel noir en escaladant une falaise dans les Hauts de Saint-Joseph. La précédente observation datait de 130 ans.
L'étendue du domaine océanique parcouru par les Pétrels de Bourbon n'est connue que de manière très incomplète.

## Phylogénie
Des études de distance génétique publiées en 1998 ont montré que le Pétrel de Bourbon et le Pétrel de Tahiti (Pseudobulweria rostrata) étaient des parents proches tout en formant deux espèces bien distinctes. Par contre, le Pétrel noir de Bourbon et le Pétrel noir (Pterodroma macroptera), bien qu'ils puissent éventuellement être confondus en observation en mer, sont génétiquement nettement plus éloignés.
Le nom scientifique de genre Pseudobulweria signifie « faux Bulweria », Bulweria étant un autre genre de pétrels, nommé ainsi en l'honneur du révérend et naturaliste James Bulwer (1794–1879).

## Menaces
Le braconnage est probablement une cause ancienne de raréfaction du Pétrel de Bourbon. Les animaux tués pour les Muséums par Auguste de Villèle à la fin du XIXe siècle et les témoignages de consommation alimentaire de ces oiseaux au XXe siècle laissent à penser que l'espèce était autrefois plus abondante et plus largement présente dans l'île, notamment dans les Hauts de Saint-Joseph, de Saint-Benoît et dans la ravine Saint-Gilles. Aujourd'hui, pour cet oiseau quasiment introuvable, le braconnage est devenu de fait sans objet.
La menace actuelle la plus évidente est celle causée par la pollution lumineuse. À La Réunion ce sont les Pétrels de Barau et de Bourbon qui y sont les plus sensibles. Malgré l'impact positif des campagnes de sauvetage des oiseaux échoués qui associent l'ensemble de la population réunionnaise et malgré les préconisations en matière d'éclairage public, la situation est encore loin d'être réglée.
Enfin, il faut très probablement craindre une prédation au nid par les rats noirs et par les chats errants, comme cela est avéré pour le Pétrel de Barau. On ne dispose cependant d'aucune donnée réelle concernant le Pétrel de Bourbon.
C’est l’une des espèces d'oiseaux-marins les plus rares au monde. Elle figure depuis 1994 sur la liste rouge de l'Union internationale pour la conservation de la nature (UICN) comme espèce en danger critique d'extinction. Elle fait actuellement partie des 15 espèces les plus menacées car il ne resterait que dix à cinquante couples sur la seule île de La Réunion. 

## Statut de conservation

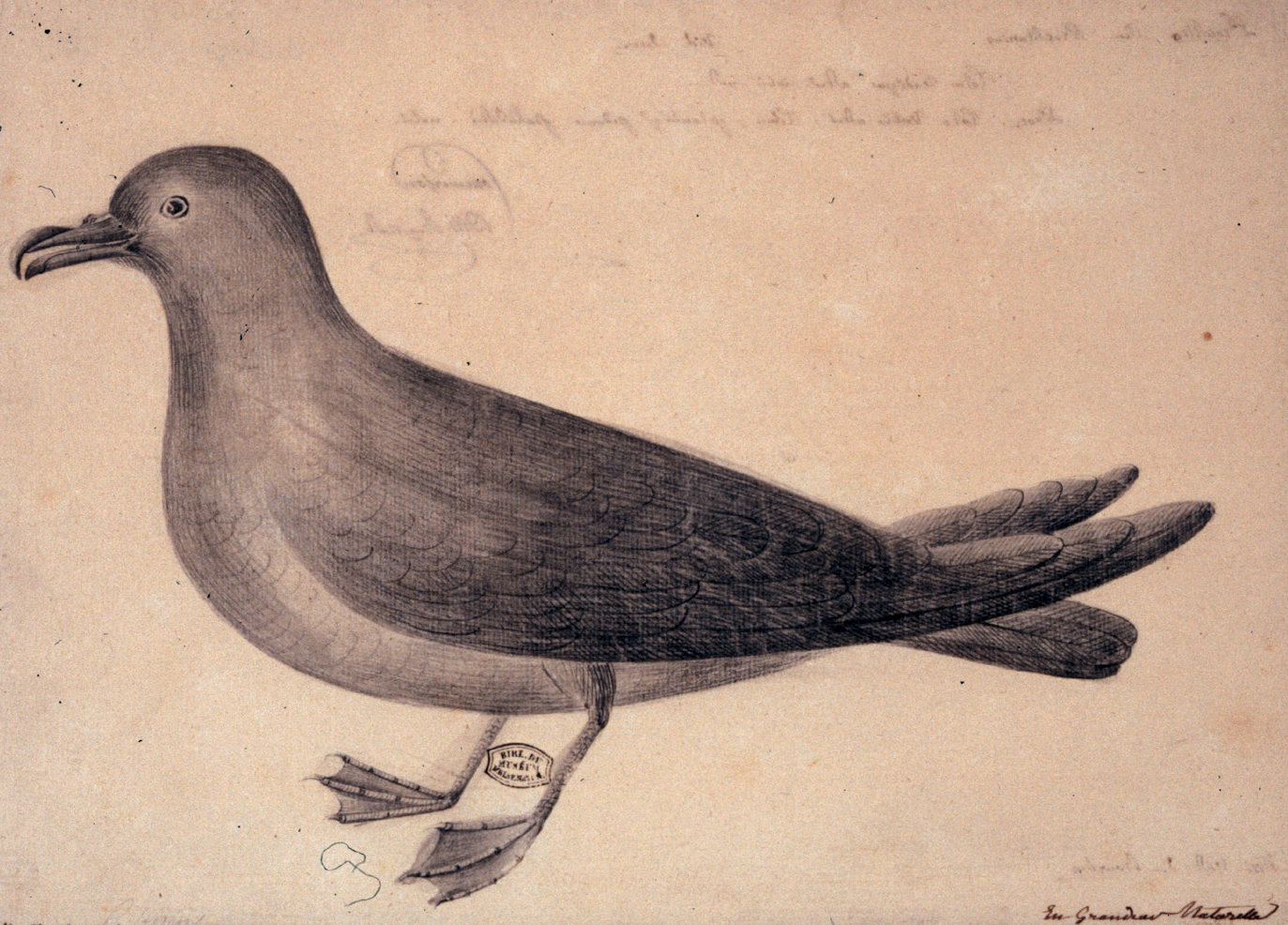
La gravure oubliée du Pétrel noir de Bourbon par Jossigny, dessinateur de Commerson.

Le Pétrel noir de Bourbon apparaît pour la première fois sur un dessin réalisé vers 1771 par Paul Philippe Sanguin de Jossigny et retrouvé dans les dossiers de Philibert Commerson. 
L'espèce n'est cependant présentée officiellement pour la première fois qu'en 1856 dans une communication de Charles-Lucien Bonaparte (1803-1857) à l'Académie des Sciences. C'est à partir de deux spécimens de musées collectés au début du XIXe siècle que Bonaparte répertorie cette espèce dont la première description formelle spécifique a alors été publiée en 1857.
Entre 1890 et 1970, aucune observation de l'espèce n'ayant été rapportée, celle-ci était alors considérée comme éteinte. Puis trois spécimens furent capturés entre 1970 et 1995. Les campagnes menées ensuite par la société d'études ornithologiques de La Réunion pour sauver les diverses espèces d'oiseaux marins nichant sur l'île perdus et tombés à terre à cause des éclairages nocturnes permirent d'en observer plus régulièrement. Une dizaine de Pétrels de Bourbon furent ainsi recueillis et relâchés entre 1996 et 2003.
Les effectifs réels du Pétrel noir de Bourbon ne sont pas précisément connus et sont probablement très faibles. La population totale, calculée par extrapolation des observations faites en mer est estimée à 250 couples, mais la marge d'incertitude est très grande (de 45 à 400) et les ornithologues, compte tenu de la rareté des signes de présence à terre, se montrent en général pessimistes ne comptant au mieux que sur quelques dizaines de couples. L'espèce est classée en danger critique d'extinction par l'UICN.
Outre la protection par arrêté de biotope de son habitat terrestre, le Pétrel de Bourbon bénéficie d'une protection légale intégrale par arrêté ministériel du 17 février 1989.
Pour la période du 1er juillet 2014 au 31 juillet 2020, le Pétrel noir de Bourbon (conjointement avec le Pétrel de Barau) bénéficie du programme européen LIFE 13 BIO/FR/000075, dit “Life+ pétrels”, porté par le Parc national de La Réunion. Ce programme a pour ambition de stopper le déclin de l'espèce et d'assurer durablement la conservation de ses populations.